# Hanson
Hanson er et amerikansk, pop/rock band fra Tulsa, Oklahoma. Bandet er bestående af de tre brødre Isaac (født 17. november 1980), Taylor (født 14. marts 1983) og Zac (født 22. oktober 1985) Hanson. De fik deres store gennembrud i 1997 med hittet MMMBop som henholdsvis 16, 14 og 11-årig.

## Medlemmer
De tre brødre skriver deres sange i fælles produktion, som regel fungerer Taylor som lead-sanger, men ved enkelte lejligheder går de to andre brødre i spidsen.
- Clarke Isaac Hanson (født 17. november 1980) sang, guitar
- Jordan Taylor Hanson (født 14. marts 1983) sang, klaver
- Zachary Walker Hanson (født 22. oktober 1985) sang, trommer

## Privat
Taylor giftede sig i 2002 med Natalie Anne Bryant (født 28. december 1983), 5 måneder senere kom deres første barn til verden, Jordan Ezra (født 31. oktober 2002). Efterfølgende har de fået datteren Penelope Anne (født 19. april 2005). Sønnen River Samuel er født d. 4. september 2006 og sønnen Viggo Moriah er født d. 9. december 2008. D. 2. oktober 2012 fødte Natalie datteren Wilhelmina Jane. Den lille familie er bosat i Tulsa, USA.
Den yngste bror, Zac har i (2006) giftet sig med kæresten gennem 5 år, Kate (Kathryn Rebecca) Tucker, efter flere års forlovelse.Kate Tucker og Natalie Anne Bryant er high-school veninder. Zac og Kate har sammen sønnen John Ira Shepherd født d. 27. maj (2008) og datteren "Junia Rosa Ruth" født d. 15. december (2010).
Den ældste bror, Isaac, giftede sig med sin kæreste Nicole "Nikki" Dufresne fra Florida, den 30. September 2006, i Tulsa. De har sammen 2 sønner: Clarke Everett født d. 3. april (2007) og James Monroe født d. 1. juli (2008)
Alle tre brødre er i dag bosat i Tulsa med deres familier.

## Trivia
- Oprindeligt, havde de tre brødre langt hår, hvilket gav anledning til mange misforståelser. Mange antog at -- især Taylor -- var en pige.

- De tre brødre har ikke gået i skole, i stedet blev de undervist hjemme af deres mor. Efter at have lavet musikvideoen til MMMBop fik de alle tre til opgave at skrive en stil om, hvordan det var at lave en musikvideo.

- Hanson har danske rødder, og ikke svenske som man umiddelbart skulle tro. Det er en typisk amerikansk stavefejl, der har ændret efternavnet til Hanson.

- De tre brødre står bag det uafhængige pladeselskab, 3CG Records (3 Car Garage Records), hvor deres album Underneath (2004) er udgivet. Underneath (2004) er blevet et af de mest succesfulde album nogensinde produceret på et uafhængigt pladeselskab.

## Diskografi
- Boomerang, (1995) – Uafhængige
- MMMBop, (1996) – Uafhængige
- Middle of Nowhere, (1997)
- Snowed In, (1997)
- 3 Car Garage, (1998)
- Live from Albertane, (1998)
- This Time Around, (2000)
- Underneath Acoustic, (2003)
- Underneath, (2004)
- Live & Electric, (2005)
- The Walk, (2007)
- Shout It Out, (2010)
- Anthem (2013)
- Finally It's Christmas (2017)
- String Theory (2018)
- Against the World (2021)
- Red Green Blue (2022)